# Hippeastrum pilcomaicum
Hippeastrum pilcomaicum är en amaryllisväxtart som först beskrevs av Pierfelice Ravenna, och fick sitt nu gällande namn av Alan W. Meerow. Hippeastrum pilcomaicum ingår i släktet amaryllisar, och familjen amaryllisväxter.
Artens utbredningsområde är Bolivia. Inga underarter finns listade i Catalogue of Life.